# Composición orgánica del capital
Karl Marx en su obra El Capital denomina composición orgánica del capital a la relación entre el capital constante y el capital variable. O sea, a la relación entre la masa de capital invertida en medios de producción y la invertida en fuerza de trabajo.
La composición orgánica del capital es la síntesis de la composición de valor del capital (proporción entre capital constante y capital variable) y la composición técnica del capital (proporción entre medios de producción y fuerza de trabajo) en tanto la primera refleja los cambios que experimenta la segunda 
La fórmula de la composición orgánica del capital (COC) es c:v. Por ejemplo, si el capital es 800c+200v, la composición orgánica será 4:1. Otra forma de verla es el cociente entre el Capital Constante (C) y el Capital variable (V): 
```
                                                         

  

    

      

        
C

        
O

        
C

        
=

        

          

            

              
C

              
V

            

          

        

      

    

    
{\displaystyle COC={\dfrac {C}{V}}}

  

```

La composición orgánica del capital cambia tanto por las variaciones en la composición técnica como por las variaciones en los precios de los medios de producción y de los salarios. 
Marx argumenta que en el desenvolvimiento de la Acumulación de capital el desarrollo tecno-industrial provoca el aumento acelerado en la inversión en medios de producción (maquinaria, edificios, materia prima, materias auxiliares, insumos) respecto a la inversión en fuerza de trabajo, lo cual ocasiona un aumento en progreso de la composición orgánica del capital y por consiguiente un descenso en la tasa de ganancia. 
Marx estableció que la tendencia al aumento de la composición orgánica del capital explicaba la tendencia a la baja tendencial de la tasa de ganancia que es uno de los elementos causales de las crisis capitalistas.